# August Landmesser

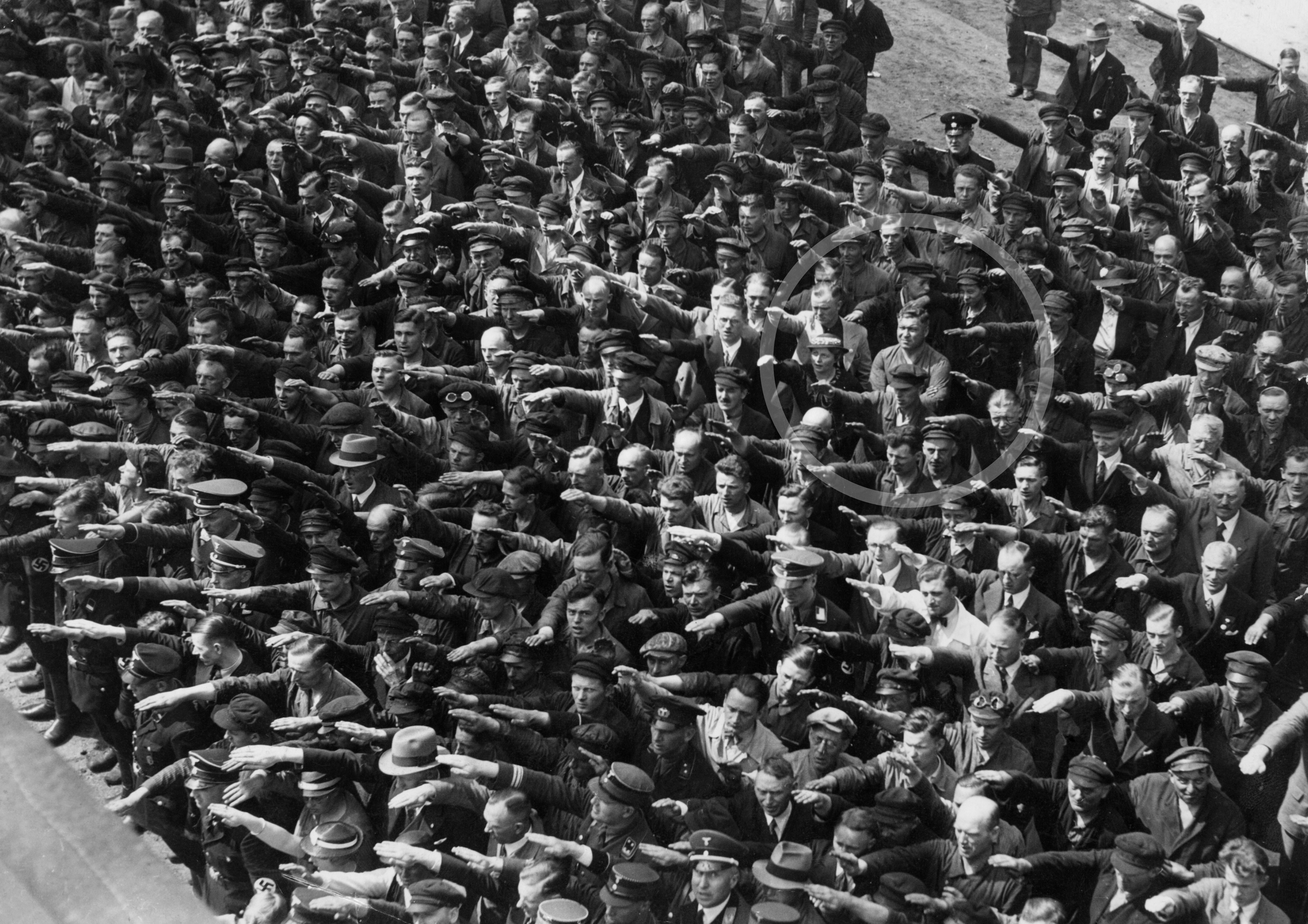
Fotografia faimoasă în care un bărbat, presupus a fi August Landmesser, refuză să execute salutul nazist.

August Landmesser (n. 24 mai 1910; dispărut și presupus decedat la 17 octombrie 1944; declarat mort în 1949) a fost un muncitor la șantierul naval Blohm und Voss din Hamburg, Germania, cel mai bine cunoscut pentru apariția sa într-o fotografie și implicit actul său prin care a refuzat să execute salutul nazist la lansarea navei de formare Horst Wessel a marinei naziste la 13 iunie 1936.

## Biografie
August Landmesser a fost unicul copil al lui August Franz Landmesser și Wilhelmine Magdalene (născută Schmidtpott). În 1931, în speranța că-l va ajuta să se angajeze, a aderat la Partidul Nazist. În 1935, după ce s-a logodit cu Irma Eckler (o evreică), a fost exclus din partid. S-au înregistrat pentru căsătorie la Hamburg, dar au fost împiedicați de Legile de la Nürnberg adoptate cu o lună mai târziu. La 29 octombrie 1935, s-a născut prima lor fiică, Ingrid.
O fotografie devenită celebră, în care un bărbat identificat ca Landmesser refuză să execute salutul nazist, a fost făcută la 13 iunie 1936.
În 1937, Landmesser și Eckler a încercat să se refugieze în Danemarca, dar au fost arestați. Ea era din nou însărcinată, iar el a fost acuzat și condamnat, în iulie 1937 de Rassenschande⁠(en)[traduceți] (lit. de. „rușine rasială”) în conformitate cu legile rasiale naziste. El a susținut că nici el, nici Eckler nu știau că ea era pe deplin evreică, și a fost achitat la 27 mai 1938 pentru lipsă de probe, cu avertismentul că o recidivă ar duce la o sentință de mai mulți ani de închisoare. Cuplul a continuat public relația lor, și pe 15 iulie 1938 a fost arestat din nou si condamnat la doi ani și jumătate în lagărul de concentrare din Börgermoor.
Eckler a fost arestată de Gestapo și ținută la închisoarea Fuhlsbüttel, unde a născut a doua fiică, Irene. De acolo, a fost mutată în lagărul de concentrare de la Oranienburg; apoi în lagărul de concentrare Lichtenburg pentru femei, și apoi în lagărul de concentrare de la Ravensbrück pentru femei. Copiii lor au fost inițial duși la orfelinatul din oraș. Ingrid a fost mai târziu lăsată să locuiască cu bunica ei maternă; Irene a fost plasată în grija unor părinți adoptivi în 1941. După moartea bunicii ei, în 1953, Ingrid a fost de asemenea plasată într-o familie adoptivă. A primit câteva scrisori de la Irma Eckler până în ianuarie 1942. Se crede că ea a fost dusă la așa-numitul  Centru de Eutanasie din Bernburg în februarie 1942, unde s-a numărat printre cele 14.000 persoane ucise. După război, decesul său a fost documentat în 1949, , cu data înscrisă 28 aprilie 1942.
Între timp, Landmesser a fost eliberat din închisoare la 19 ianuarie 1941 A lucrat ca maistru pentru firma Püst, o companie de transport. Compania a avut o ramură la fabirca Heinkel-Werke în Warnemünde. În februarie 1944 a fost detașat într-un batalion penal, Strafdivision 999. A fost declarat dispărut în misiune, și presupus mort la 17 octombrie 1944, în timpul campaniei din Croația. Ca în cazul Irmei, decesul său a fost constat legal în 1949.
Mariajul lui August Landmesser și Irma Eckler a fost recunoscut retroactiv de Senatul din Hamburg în vara anului 1951, iar în toamna aceluiași an Ingrid a preluat numele Landmesser. Irene a continuat să poarte numele Eckler.

## Recunoaștere
În 1996, Irene Eckler a publicat cartea Die Vormundschaftsakte 1935–1958 : Verfolgung einer Familie wegen „Rassenschande” (Legea tutelei 1935–1958: Persecuția unei familii pentru „dezonorarea rasei”). Această carte despre povestea familiei sale, cuprinde o mare parte din documentele originale din epocă, inclusiv scrisorile de la mama sa și documentele de la instituțiile statului.
O persoană identificată ca fiind August Landmesser apare într-o fotografie făcută la 13 iunie 1936, publicată în ziarul german Die Zeit la 22 martie 1991. Acesta arată o adunare mare de muncitori de la șantierul naval Blohm + Voss din Hamburg, la lansarea navei de antrenament Horst Wessel. Toți din imagine au brațul ridicat în stilul salutului nazist, cu excepția unui singur bărbat din partea din spate a mulțimii, care stă încruntat cu brațele încrucișate la piept. Nu este cunoscut cu certitudine faptul că omul din imagine ar fi Landmesser.